# Шаррьер, Жан-Луи
Жан Луи Шаррьер (фр. Jean Louis Charrière; 1765—1846) — французский военный деятель, бригадный генерал (1812 год), барон (1810 год), участник революционных и наполеоновских войн.

## Биография
Родился в семье Жозефа Шаррьера (фр. Joseph Charrière) и его супруги Элизабет Лоран (фр. Elisabeth Laurent). Начал военную службу 10 октября 1782 года солдатом Фландрского пехотного полка, переименованного 1 января 1791 года в 19-й полк линейной пехоты. Участвовал в кампании 1792 года в рядах Северной армии, и получил боевое крещение в сражении 20 сентября 1792 года при Вальми. Под командой генерала Дюмурье принимал участие в завоевании Бельгии. 20 мая 1794 года стал помощником полковника штаба Викоза в Итальянской армии. 13 апреля 1795 года произведён в лейтенанты 165-й пехотной полубригады. 24 октября 1795 года получил пулевое ранение при штурме редутов Сан-Бернардо близ Корреджо. 3 марта 1796 года был прикомандирован к штабу Итальянской армии и 16 октября 1796 года произведён в капитаны. 5 ноября 1797 года произведён Бонапартом в командиры батальона и 16 ноября 1797 года стал помощником полковника штаба Жомара.
5 октября 1800 года Первый консул назначил Шаррьера командиром батальона 45-й полубригады линейной пехоты полковника Барриэ вместо Лакруа, вышедшего в отставку. 22 декабря 1803 года получил звание майора и был назначен заместителем командира 48-го полка линейной пехоты полковника Кассина. 25 марта 1804 года стал легионером ордена Почётного легиона. С 1804 по 1807 годы служил в депо полка в 24-м военном округе в Антверпене.
28 марта 1808 года стал полковником, и возглавил знаменитый 57-й полк линейной пехоты, входивший в состав пехотной дивизии генерала Карра-Сен-Сира. Этот полк, по прозвищу «Ужасный», прославился ещё в Первой Итальянской кампании Бонапарта. 12 октября 1808 года 57-й полк был переведён в состав пехотной дивизии генерала Сент-Илера. Шаррьер принимал участие в Австрийской кампании 1809 года в составе Армии Германии. Отличился во многих сражениях кампании. 19 апреля при Танне 57-й покрыл себя славой. 23 апреля Император, проведя смотр 3-му армейскому корпусу маршала Даву, в состав которого входил 57-й, пожаловал этому полку 40 орденов Почётного легиона. Шаррьер и трое командиров батальона получили офицерские кресты. 24 апреля дивизия Сент-Илера была передана под начало маршала Ланна во 2-й армейский корпус. 21-22 мая яростно дрался при Асперне-Эсслинге, где его мундир был изорван пулями. 5-6 июля при Ваграме получил тяжёлую контузию при падении с лошади, убитой пулей в голову. По итогам кампании Жан-Луи 10 августа 1809 года стал комманданом Почётного легиона, а 15 августа 1809 года получил титул барона Империи.
9 декабря 1809 года 57-й полк сменил 65-й полк линейной пехоты в составе пехотной дивизии Морана, и Шаррьер вернулся под начало маршала Даву. 19 апреля 1811 года 57-й полк был зачислен в состав новосформированной 5-й пехотной дивизии генерала Компана Эльбского обсервационного корпуса. С 1 апреля 1812 года служил с 57-м полком в рядах 1-го корпуса маршала Даву в Великой Армии. Участвовал в Русской кампании 1812 года. 5 сентября войска полковник Шаррьер получил приказ занять Шевардинский редут и подготовить его к обороне. Шаррьер с тремя батальонами своего полка и с помощью роты сапёров Императорской гвардии провёл ночью работы под руководством генерала Кирженера, так что ещё до рассвета французы оказались в состоянии встретить врага. 7-го числа того же месяца произошла знаменитая битва под Москвой. В этот день 57-й полк имеет приказ атаковать и захватить Семёновские флеши, на которые опирался левый фланг русских. На выходе из леса Шаррьер обратился к своему храброму полку с такими единственными словами: «На редут!» (фр. À la redoute!). Немедленно его батальоны бросаются вперёд в штыковую атаку, и в то же время ведут настолько сильный огонь, насколько это возможно во время быстрого марша. Несмотря на упорное сопротивление русских, менее чем через час редут был взят и бой закончился страшной бойней. Русские попытались отбить редут, но несколько раз были отброшены и заполнили рвы своими убитыми и ранеными. 57-й также понёс значительные потери, оцениваемые в 1500 человек убитыми, ранеными или взятыми в плен. Майор Йегер и командир батальона Жирар были убиты, а командир батальона Буайе - ранен. Так как редут остался во власти французов, Император послал спросить, какой полк его взял, и не удивился, когда узнал, что это славное действие совершил 57-й полк. Днём того же дня, после поражения русских, Наполеон, посетивший поле сражения, расспросил о ходе боя полковника Шаррьера.
За эти храбрые и умелые действия 21 сентября 1812 года Жан-Луи был произведён в бригадные генералы. При отступлении армии за пределы России командовал бригадой спешенной кавалерии. 31 марта 1813 года Шаррьер стал командиром 2-й бригады 18-й пехотной дивизии 5-го корпуса генерала Лористона, сражался при Лютцене и Баутцене. 18 июня 1813 года был награждён орденом Железной короны. 7 июля 1813 года возглавил 2-ю бригаду 8-й пехотной дивизии генерала Суама 3-го корпуса маршала Нея. 30 августа 1813 года потерял лошадь, убитую под ним, при пересечении моста в Бунцлау. 5 октября 1813 года получил под своё начало 1-ю бригаду 11-й пехотной дивизии генерала Рикара 3-го армейского корпуса. После разгрома в сражении при Лейпциге французская армия отступала на Рейн. Генерал Шаррьер попытался в ночь с 30 на 31 октября со своей слабой дивизией проникнуть в город Ханау через мельницу прилегающую к валу, но это предприятие потерпело неудачу. 16 февраля 1814 года возглавил 1-ю бригаду дивизии Молодой гвардии 7-го корпуса маршала Удино, и сражался при Бар-сюр-Обе и Арси-сюр-Обе.
При первой Реставрации оставался без служебного назначения. 5 сентября 1814 года стал кавалером ордена Святого Людовика. Во время «Ста дней» присоединился к Императору и 22 марта 1815 года получил приказ занять Кале, комендантом которого он был до 20 июля 1815 года. 25 сентября того же года вышел в отставку. После Июльской революции был зачислен 22 марта 1831 года в резерв Генерального штаба. 1 мая 1832 года Шаррьер окончательно вышел в отставку. Умер прославленный генерал 11 августа 1846 года в Вивье в возрасте 81 года.

## Воинские звания
- Солдат (10 октября 1782 года);
- Капрал (1 сентября 1785 года);
- Сержант (18 августа 1790 года);
- Старший сержант (1 мая 1792 года);
- Аджюдан (9 мая 1792 года);
- Младший лейтенант (1 августа 1792 года);
- Лейтенант (13 апреля 1795 года);
- Капитан (16 октября 1796 года);
- Командир батальона (5 ноября 1797 года);
- Майор (22 декабря 1803 года);
- Полковник (28 марта 1808 года);
- Бригадный генерал (21 сентября 1812 года).

## Титулы

Герб барона

- Барон Шаррьер и Империи (фр. baron Charrière et de l'Empire; декрет от 15 августа 1809 года, патент подтверждён 9 января 1810 года в Париже)[1][2].

## Награды
Легионер ордена Почётного легиона (25 марта 1804 года)
 Офицер ордена Почётного легиона (23 апреля 1809 года)
 Коммандан ордена Почётного легиона (10 августа 1809 года)
 Кавалер ордена Железной короны (18 июня 1813 года)
 Кавалер Военного ордена Святого Людовика (5 сентября 1814 года)